# Бранкаччо, Франческо Мария
Франческо Мария Бранкаччо (итал. Francesco Maria Brancaccio; 15 апреля 1592, Каннето-ди-Бари, Неаполитанское королевство — 9 января 1675, Рим, Папская область) — итальянский куриальный кардинал. Епископ Капаччо с 9 августа 1627 по 12 февраля 1635. Епископ Витербо и Тускании с 13 сентября 1638 по 30 мая 1670. Префект Священной конгрегации по делам епископов и монашествующих с 1 марта 1671 по 9 января 1675. Префект Священной конгрегации обрядов с 3 августа 1671 по 9 января 1675. Вице-декан Священной Коллегии Кардиналов с 18 марта 1671 по 9 января 1675. Кардинал-священник с 28 ноября 1633, с титулом церкви Санти-XII-Апостоли с 9 января 1634 по 2 июля 1663. Кардинал-священник с титулом церкви Сан-Лоренцо-ин-Лучина с 2 июля 1663 по 11 октября 1666. Кардинал-протопресвитер с 2 июля 1663 по 11 октября 1666. Кардинал-епископ Сабины с 11 октября 1666 по 30 января 1668. Кардинал-епископ Фраскати с 30 января 1668 по 18 марта 1671. Кардинал-епископ Порто и Санта Руфина с 18 марта 1671 по 9 января 1675.